# Otto Kähler

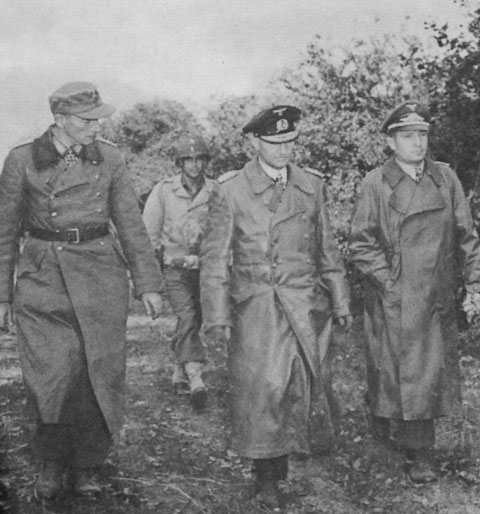
El general mayor Hans von der Mosel (izquierda), el contraalmirante Otto Kähler (en medio) y el general mayor Hans Kroh (derecha) capitulan en Brest el 18 de septiembre de 1944

Otto Kähler (* 3 de marzo de 1894 en Hamburgo; † 2 de noviembre de 1967 en Kiel) fue un marino alemán que llegó a contraalmirante en la Segunda Guerra Mundial.

## Vida
Después de haber navegado en la marina mercante desde 1909, Kähler ingresó en la Marina Imperial en 1914 como voluntario por un año, realizando su formación elemental en el crucero protegido Hansa. Antes del estallido de la Primera Guerra Mundial, fue destinado el 29 de julio de 1914 al crucero protegido Roon, en el que sirvió hasta el 6 de febrero de 1916. Pasó luego a formarse en la Escuela de Guerra Submarina hasta el 1 de junio de 1916, después fue hasta el 16 de octubre de 1916 oficial de guardia en la flotilla de submarinos de Curlandia. Entretanto, el 13 de julio de 1916 había ascendido a Leutnant zur See (el empleo inferior a alférez de navío) en la reserva. Destinado a la flotilla submarina de Flandes, fue oficial de guardia en los submarinos UB 30 y UB 112. Terminada la guerra, fue licenciado del 19 de diciembre de 1918 al 30 de junio de 1919, destinándosele después hasta el 20 de abril de 1920 como ayudante y oficial de guardia a la 5ª flotilla de dragaminas del Báltico, para de nuevo licenciarlo hasta el 8 de septiembre de 1920. En ese tiempo se sacó en la Escuela de Navegación la patente de capitán de altura.
El 9 de septiembre de 1920 Kähler fue admitido en el servicio activo y el 28 del mismo mes ascendido a alférez de navío. Del 8 de noviembre de 1920 al 4 de junio de 1921 fue comandante del dragaminas M 75 de la 12.ª semiflotilla. Después fue ayudante en el departamento de personal del Servicio del Mar del Norte hasta el 30 de enero de 1922 y luego pasó a mandar el ténder M 134 hasta el 30 de septiembre de 1922. Durante los siguientes tres años perteneció a la 4ª semiflotilla de torpederos, destinado como oficial de guardia del T 151 y comandante del T 153. El 1 de octubre de 1925 lo destinaron a la 2ª flotilla de torpederos como ayudante de campo y comandante sucesivamente del T 196 y el T 185. Del 26 de noviembre de 1927 al 30 de septiembre de 1929 fue oficial de estado mayor del comandante de las Fuerzas Navales del Mar del Norte, realizando después el curso de ascenso a comandante. Hasta el 27 de marzo de 1933 fue jefe de compañía en la Escuela Naval de Friedrichsort, pasando luego al crucero ligero Karlsruhe como piloto de altura, ascendiendo a capitán de corbeta el 1 de diciembre de 1933. Hasta el 7 de noviembre de 1937 fue destinado al Mando Naval (Mando Supremo de la Armada desde el 11 de enero de 1936) como experto en la Sección de Navegación y Operaciones, ascendiendo a capitán de fragata el 1 de julio de 1937. Del 10 de noviembre de 1937 al 18 de marzo de 1938 quedó a disposición de la Inspección de Enseñanza de la Armada y después fue destinado como comandante del buque escuela Gorch Fock, ascendiendo el 1 de abril de 1939 a capitán de navío.
Permaneció en ese puesto una vez comenzada la Segunda Guerra Mundial, pasando del 6 de septiembre al 15 de octubre de 1939 a ser jefe de las Unidades de Vanguardia del Oeste. Participó luego en la instrucción de los tripulantes del Barco 10 (Schiff 10), el futuro crucero auxiliar Thor, del que Kähler fue nombrado comandante el 15 de marzo de 1940. El 5 de diciembre de ese año sostuvo un combate contra el crucero auxiliar británico HMS Carnavon Castle (de 20.122 TRB y con 8 cañones de 15,2 cm), capitaneado por Henry Noel Marryat Hardy. Al término de su mando a bordo el 20 de julio de 1941, Kähler había hundido o capturado con el Thor un total de 96.603 TRB, incluyendo entre sus hundimientos el del barco de pasajeros Britannia.
Después de ser relevado en el mando por Günther Gumprich, Kähler fue hasta el 30 de junio de 1942 jefe de sección en el Departamento de Navegación del Ministerio de Transportes y después fue destinado hasta el 15 de octubre de 1942 como oficial de enlace naval al Comisariado Imperial de Navegación Marítima. Su siguiente destino fue el de jefe de la sección de Navegación en el Mando Supremo de la Armada, donde ascendió el 1 de febrero de 1943 a contraalmirante. Desde el 5 de enero de 1944 fue Comandante Naval de Bretaña y jefe de la fortaleza de Brest. El 18 de septiembre de 1944 fue hecho prisionero de guerra por los norteamericanos, que lo soltaron el 28 de febrero de 1947.

## Condecoraciones
- Cruz de Hierro (1914) de 2ª y 1ª clase[1]
- Insignia de Guerra Submarina (1918)[1]
- Cruz Hanseática de Hamburgo[1]
- Broche para la Cruz de Hierro de 2ª y 1ª clase
- Cruz de Caballero de la Cruz de Hierro con hojas de roble[2]
  - Cruz de Caballero el 22 de diciembre de 1940
  - Hojas de roble el 15 de septiembre de 1944 (583ª concesión)